# Tetanoceroides patagonicus
Tetanoceroides patagonicus är en tvåvingeart som först beskrevs av Thomson 1869.  Tetanoceroides patagonicus ingår i släktet Tetanoceroides och familjen kärrflugor. Inga underarter finns listade i Catalogue of Life.